# Шварцман, Диего
Диего Себастьян Шварцман (исп. Diego Sebastián Schwartzman; род. 16 августа 1992, Буэнос-Айрес) — аргентинский теннисист; победитель четырёх турниров ATP в одиночном разряде.

## Общая информация
Диего из еврейской семьи. Он один из четырёх детей Рикардо и Сильваны Шварцман, его братьев зовут Андрес и Матиас, сестру Натали.
Начал заниматься теннисом в возрасте семи лет. Диего считает своим любимым покрытием грунт, любимым турниром Открытый чемпионат Франции. Его кумиром в мире тенниса в подростковом возрасте был Рафаэль Надаль, а в мире спорта в целом футболист Хуан Рикельме.

## Спортивная карьера

### Начало карьеры
Профессиональную карьеру Диего начал в 2010 году. В дебютном сезоне он выиграл один одиночный и пять парных турниров из серии «фьючерс». В 2011 году прибавляет себе еще три титула на «фьючерсах» (один в одиночном и два в парном разряде). В 2012 году Шварцман выиграл сразу шесть одиночных «фьючерса» и четыре в паре, а также в конце сезона победил на дебютном для себя турнире серии «челленджер» в Буэнос-Айресе.
В феврале 2013 года, пройдя квалификационный отбор турнира в Винья-дель-Мар, Диего дебютировал в основных соревнованиях Мирового тура ATP. На турнире в Буэнос-Айресе он сумел обыграть бразильца Томаса Беллуччи и выйти во второй раунд. Пробившись через квалификацию, на турнир в Акапулько, Мексика в первом раунде ему удалось впервые встретиться со своим кумиром юношества Рафаэлем Надалем. В итоге Шварцман проиграл знаменитому испанцу в двух сетах 2-6, 2-6. За весь сезон 2013 года Диего выходил в финал «челленджеров» шесть раз и пять одиночных финалов проиграл, а победил в единственном парном финале.
В мае 2014 года Шварцман выиграл «челленджер» в Экс-ан-Провансе. Затем, через квалификацию он попадет на дебютный для себя турнир серии Большого шлема, сыграв на Открытом чемпионате Франции. Там ему удалось выйти во второй раунд, где соперником аргентинца стал именитый Роджер Федерер, выигравший Шварцмана в сухую по сетам. Этот результат позволил Диего впервые войти в топ-100 мирового рейтинга. В августе он выиграл «челленджер» в Праге. На дебютном Открытом чемпионате США Шварцману в первом же раунде достается лидер мирового рейтинга Новак Джокович, которому аргентинец уступает 1-6, 2-6, 4-6. Осенью ему удается выиграть «челленджеры» Кампинасе и Сан-Хуане. В концовке сезона он смог победить в Финале Мирового тура ATP Challenger, который проходил в Сан-Паулу.

### 2015—2017 (первый титул в туре и 1/4 финала в США)
На Открытом чемпионате Австралии 2015 Шварцман выбыл уже в первом раунде. В феврале на турнире в Сан-Паулу в парном разряде совместно с Паоло Лоренци он выходит в свой дебютный финал на турнирах ATP. В марте совершил дебют в составе сборной Аргентины в Кубка Дэвиса. В том году он смог со своей командой доиграть до полуфинала престижного командного трофея. Весной Диего выходит в полуфинал на грунтовом турнире в Стамбуле. В борьбе за выход в финал он уступает Роджеру Федереру в трёх сетах. На Открытом чемпионате Франции аргентинец выходит во второй раунд, где проигрывает Гаэлю Монфису, а на Уимблдонском турнире в первом раунде проигрывает Нику Кирьосу. На Открытом чемпионате США во втором раунде Шварцман уступил Рафаэлю Надалю. В конце сезона он четыре раза выходил в финалы «челленджеров», но каждый раз уступал. Сезон Шварцман завершил на 88-м месте в мировом рейтинге.
На Открытом чемпионате Австралии 2016 года он выбыл в первом раунде. Весной Шварцман смог выиграть свой первый титул в Мировом туре. Произошло это на турнире в Стамбуле, где в финале он обыграл Григора Димитрова со счётом 6:7(5), 7:6(4), 6:0. Также на этом турнире Шварцман вышел в парный финал в альянсе с Андресом Мольтени. Далее сильных результатов добиться не удалось и на всех турнирах Большого шлема в сезоне аргентинец проигрывал в первом раунде. В сентябре он выиграл турнир младшей серии «челленджер» в Барранкилье (Колумбия). На турнире уже основного тура в Чэнду вышел в 1/4 финала. В октябре Диего смог выйти в финал зального турнира в Антверпене, в котором проиграл французу Ришару Гаске — 6:7(4), 1:6. Завершил сезон Шварцман победным дублем на «челленджере» в Монтевидео, взяв титул в одиночном и парном (в дуэте с Мольтени) разрядах.
В 2017 году продолжился рост результатов. В Австралии Шварцман впервые преодолел первый раунд местного Большого шлема. На турнирах в Рио-де-Жанейро и Сан-Паулу он вышел в четвертьфинал. Стабильная игра позволила Шварцману совершить подъём в топ-50 рейтинга. В апреле на турнире в Монте-Карло он отметился первым четвертьфиналом в серии Мастерс. В начале мая в Стамбуле не удалось защитить титул, однако Диего смог доиграть до полуфинала. На Ролан Гаррос он провёл тяжелый матч первого раунда против Андрея Рублёва, победив в пятом решающем сете со счётом 9:7. Выиграв затем ещё один матч Диего впервые сыграл в третьем раунде Большого шлема.
В июле 2017 года Шварцман отметился четвертьфиналами на турнирах в Бостаде и Гамбурге. Переход на хард в августе он начал с выступления на Мастерсе в Монреале, где смог выйти в 1/4 финала и впервые обыграть теннисиста из топ-10 (во втором раунде он выбил с турнира № 7 в мире Доминика Тима). На Открытом чемпионате США ему покорилось новое достижение. Шварцман легко прошёл первые два раунда и в третьем смог нанести поражение в четырёх сетах чемпиону США 2014 года — Марину Чиличу. Далее также в четырёх сетах он обыграл Люка Пуя. В первом четвертьфинале Большого шлема он давольно легко уступил испанцу Пабло Карреньо Бусте. Лучшими результатами в осенней части сезона стали выход в полуфинал турнира в Токио и второй год подряд финал в Антверпене, где он вновь проиграл — на этот раз Жо-Вильфриду Тсонга (3:6, 5:7). Хороший темп по ходу сезона позволил завершить год в топ-30.

### 2018—2019 (попадание в топ-20)
На Открытом чемпионате Австралии 2018 года Шварцман лучшего результата, доиграв до четвёртого раунда. По ходу соревнования сумел переиграть Душана Лайовича из Сербии, Каспера Рууда из Норвегии и Александра Долгополова из Украины, а уступил аргентинец только первой ракетки турнира Рафаэлю Надалю. Серию турниров в Южной Америке он начал с четвертьфинал на родине в Буэнос-Айресе. Следующий турнир в Рио-де-Жанейро завершился для Шварцмана вторым в карьере титулом и единственным в сезоне. За весь турнир он не проиграл ни одного сета, а в финале был сильнее испанца Фернандо Вердаско (6:2, 6:3). После этого он впервые поднялся в топ-20.
Европейский грунтовый отрезок сезона-2018 в целом прошёл без сильных результатов, однако на главном турнире этого этапа сезона — Ролан Гаррос он выступил хорошо. Аргентинец дошёл до четвертьфинала, переиграв в том числе Борна Чорича, № 7 в мире Кевина Андерсона. В четвертьфинале уступил «королю грунта» Рафаэлю Надалю, но оказал сопротивление, выиграв первый сет. В летний период лучшими достижениями Шварцмана стали четвертьфинал в Гамбурге, третий раунд Мастерса в Торонто и под конец третий раунд на Открытом чемпионате США. Осенью он один раз сыграл в полуфинале на зальном турнире в Антверпене. По итогам года он стал 17-м в рейтинге, поднимавшись по ходу сезона на 11-ю строчку
В начале сезона 2019 года Шварцман вышел в полуфинал турнира в Сиднее. На Открытом чемпионате Австралии дошёл до третьего круга, где проиграл чеху Томашу Бердыху. В феврале он сначала сыграл в четвертьфинале турнира в Кордове, а затем дошёл до финала турнира в Буэнос-Айресе (Аргентина), где разгромно проиграл в двух сетах итальянцу Марко Чеккинато (1:6, 2:6). До этого в 1/2 финала он отметился победой над № 8 в мире Домиником Тимом (2:6, 6:4, 7:6). Именно с ним Диего выступил в парном разряде в Буэнос-Айресе и их тандем смог добраться до финала. Ещё в один финал пара Тим и Шварцман вышла в мае на Мастерсе в Мадриде, где в мужском парном финале они проиграли дуэту Ройер и Текэу со счётом 2:6, 3:6. В одиночках Диего за это время проигрывал в первых раундах, но на следующем Мастерсе в Риме смог выйти в полуфинал, переиграв в 1/4 финала № 6 в мире Кэя Нисикори (6:4, 6:2) и проиграв за выход в финал первой ракетке мира Новаку Джоковичу в трёхсетовом поединке. На кортах Ролан Гаррос Шварцман проиграл уже во втором раунде, однако смог пройти в парном разряде совместно с Гидо Пельей до полуфинала.
Традиционно Шварцман на траве выступал не слишком удачно, но в 2019 году он смог отметиться четвертьфиналом в Лондоне и лучшим результатом на Уимблдонском турнире, где он дошёл до третьего раунда, но проиграл в пяти сетах итальянцу Маттео Берреттини. Хардовую летнюю часть сезона аргентинец начал весьма успешно, выиграв титул на турнире в Кабо-Сан-Лукасе, где в финале одолел Тейлора Фрица — 7:6(6), 6:3. На Открытом чемпионате США Диего второй раз в карьере оформил выход. в четвертьфинал, обыграв в четвёртом раунде серьезного соперника и № 6 в мире на тот момент Александра Зверева (3:6, 6:2, 6:4, 6:3). Путь в полуфинал для него закрыл Рафаэль Надаль. Осенью он отметился одним удачным выступлением на зальном турнире в Вене, где смог обыграть в том числе № 9 в рейтинге Карена Хачанова и крепкого француза Гаэля Монфиса. В титульном матче аргентинец уступил «местному любимцу» Доминику Тиму в трёх сетах. Пятый сезон подряд в итоговом рейтинге он занял лучшую позицию чем в предыдущем сезоне, поднявшись на этот раз на 14-е место.

### 2020—2022 (полуфинал на Ролан Гаррос и дебют в топ-10)
На Открытом чемпионате Австралии 2020 года Диего дошёл до четвёртого раунда, где проиграл будущему победителю турнира, сербу Новаку Джоковичу, в трёх сетах. В начале февраля он сыграл на турнире в Кордове и смог выйти в финал, в котором проиграл Кристиану Гарину из Чили. На следующем турнире в Буэнос-Айресе он вышел в полуфинал, однако был вынужден сняться с соревнований. После паузы в сезоне на Открытом чемпионате США в первом круге проиграл британцу Кэмерону Норри в пяти сетах.
В сентябре подготовку к перенесенному на осень Ролан Гаррос начал с турнира в Кицбюэле, где вышел в четвертьфинал. На Мастерсе в Риме в четвертьфинале Шварцман сенсационно обыграл 9-кратного победителя турнира Рафаэля Надаля в двух сетах (6:2, 7:5). В полуфинале аргентинец в борьбе победил Дениса Шаповалова со счётом 6:4, 5:7 7:6(4) и впервые в карьере вышел в финал турнира серии Мастерс. В борьбе за титул он проиграл Новаку Джоковичу (5:7, 3:6). Набрав хорошую форму, на Открытом чемпионате Франции Шварцман уверенно прошёл 4 круга, не отдав соперникам ни одного сета (обыграл Миомира Кецмановича, Лоренцо Джустино, Норберта Гомбоша и Лоренцо Сонего. В четвертьфинале Диего сумел сломить сопротивление третьей ракетки мира и финалиста двух последних розыгрышей Ролан Гаррос Доминика Тима за пять с лишним часов — 7:6(1), 5:7, 6:7(6), 7:6(5), 6-2. В первом в карьере полуфинале турнира Большого шлема Диего проиграл будущему чемпиону Надалю — 3:6, 3:6, 6:7(0). По итогам турнира Шварцман впервые в карьере поднялся в топ-10, заняв 8-ю строчку мирового рейтинга.
После Ролан Гаррос Шварцман сыграл до конца сезона ещё три турнира. В Кёльне ему удалось выйти в финал, в котором он уступил Александру Звереву (2:6, 1-6). На Мастерсе в Париже добрался до четвертьфинала и завершающим сезон стал первый в карьере Итоговый турнир ATP. Здесь он сыграл неудачно, проиграв все три матча в своей группе и взяв только один сет. По итогам сезона он стал девятой ракеткой мира.
На Открытом чемпионате Австралии 2021 года Шварцман проиграл в третьем раунде Аслану Карацеву. Затем он вышел в четвертьфинал турнира в Кордове. 7 марта Шварцман стал победителем турнира категории ATP 250 в Буэнос-Айресе. В финальном матче первый сеяный Шварцман разгромил соотечественника Франсиско Серундоло, начавшего соревнования с квалификации, со счётом 6:1, 6:2. Весной при подготовке к Открытому чемпионату Франции Шварцман один раз на турнирах добрался до четвертьфинала — в апреле на турнире в Барселоне. На самом же Ролан Гаррос он уверенно вышел в четвертьфинал, однако жребий свёл его с рекордсменом по чемпионским титулам на грунтовых кортах Парижа — Рафаэлем Надалем и аргентинец проиграл в четырёх сетах. После этого Шварцман покинул топ-10 мирового рейтинга.
На Уимблдонском турнире 2021 года аргентинец повторил лучшее достижение, пройдя в стадию третьего раунда. Летом он впервые сыграл на Олимпийских играх в Токио. В одиночном разряде Шварцман доиграл до третьего раунда, где проиграл Карену Хачанову, а в парном разряде совместно с Факундо Багнисом выбыл на старте. На Открытом чемпионате США ему удалось выиграть три матча и попасть в четвёртый раунд, в котором он неожиданно проиграл малоизвестному Ботику ван де Зандшульпу из Нидерландов в пяти сетах. Осенью в Сан-Диего его результатом стал выход в четвертьфинал. На Мастерсе в Индиан-Уэллсе аргентинец смог пройти в 1/4 финала, переиграв в том числе № 10 в мире Каспера Рууда. В октябре Шварцман вышел в финал турнира в Антверпене третий раз в карьере и вновь титульный матч сложился неудачно — он проиграл Яннику Синнеру из Италии. На зальном турнире в Вене он доиграл до четвертьфинала.
Выступление на Открытом чемпионате Австралии 2022 года завершилось для Шварцмана поражением уже во втором раунде. В феврале он традиционно играл на родине и в Кордове вышел в полуфинал, а затем в Буэнос-Айресе прошёл в финал, в котором проиграл Касперу Рууду в трёх сетах. Следующий турнир в Рио-де-Жанейро также закончился выходом в финальный матч, но и на этот раз Шварцман проиграл — испанцу Карлосу Алькарасу. В апреле на Мастерсе в Монте-Карло удалось доиграть до четвертьфинала. На следующем турнире в Барселоне он обыграл в 1/4 финала № 9 в мире Феликса Оже-Альяссима, а затем в полуфинале проиграл Пабло Карреньо Бусте.

## Рейтинг на конец года
| Год  | Одиночный рейтинг | Парный рейтинг |
| 2024 | 370               | —              |
| 2023 | 114               | 342            |
| 2022 | 25                | 110            |
| 2021 | 13                | 161            |
| 2020 | 9                 | 51             |
| 2019 | 14                | 40             |
| 2018 | 17                | 105            |
| 2017 | 26                | 148            |
| 2016 | 52                | 143            |
| 2015 | 88                | 111            |
| 2014 | 61                | 124            |
| 2013 | 117               | 354            |
| 2012 | 179               | 413            |
| 2011 | 371               | 313            |
| 2010 | 415               | 402            |
| 2009 | 1025              | 1201           |

По данным официального сайта ATP на последнюю неделю года.

## Выступления на турнирах

### Финалы турнировATPв одиночном разряде (14)

#### Победы (4)
| Легенда                     |
| --------------------------- |
| Турниры Большого шлема (0)* |
| Итоговый турнир ATP (0)     |
| ATP Мастерс 1000 (0)        |
| АТР 500 (1)                 |
| АТР 250 (3)                 |

| Титулы по покрытиям | Титулы по месту проведения матчей турнира |
| ------------------- | ----------------------------------------- |
| Хард (1)*           | Зал (0)                                   |
| Грунт (3)           | Зал (0)                                   |
| Трава (0)           | Открытый воздух (4)                       |
| Ковёр (0)           | Открытый воздух (4)                       |

* количество побед в одиночном разряде + количество побед в парном разряде.
| №  | Дата            | Турнир                   | Покрытие | Соперник в финале   | Счёт              |
| 1. | 1 мая 2016      | Стамбул, Турция          | Грунт    | Григор Димитров     | 6-7(5) 7-6(4) 6-0 |
| 2. | 25 февраля 2018 | Рио-де-Жанейро, Бразилия | Грунт    | Фернандо Вердаско   | 6-2 6-3           |
| 3. | 3 августа 2019  | Кабо-Сан-Лукас, Мексика  | Хард     | Тейлор Фриц         | 7-6(6) 6-3        |
| 4. | 7 марта 2021    | Буэнос-Айрес, Аргентина  | Грунт    | Франсиско Серундоло | 6-1 6-2           |

#### Поражения (10)
| №   | Дата             | Турнир                      | Покрытие   | Соперник в финале  | Счёт        |
| 1.  | 23 октября 2016  | Антверпен, Бельгия          | Хард (зал) | Ришар Гаске        | 6-7(4) 1-6  |
| 2.  | 22 октября 2017  | Антверпен, Бельгия (2)      | Хард (зал) | Жо-Вильфрид Тсонга | 3-6 5-7     |
| 3.  | 17 февраля 2019  | Буэнос-Айрес, Аргентина     | Грунт      | Марко Чеккинато    | 1-6 2-6     |
| 4.  | 27 октября 2019  | Вена, Австрия               | Хард       | Доминик Тим        | 6-3 4-6 3-6 |
| 5.  | 9 февраля 2020   | Кордова, Аргентина          | Грунт      | Кристиан Гарин     | 6-2 4-6 0-6 |
| 6.  | 21 сентября 2020 | Рим, Италия                 | Грунт      | Новак Джокович     | 5-7 3-6     |
| 7.  | 25 октября 2020  | Кёльн, Германия             | Хард (зал) | Александр Зверев   | 2-6 1-6     |
| 8.  | 24 октября 2021  | Антверпен, Бельгия (3)      | Хард (зал) | Янник Синнер       | 2-6 2-6     |
| 9.  | 13 февраля 2022  | Буэнос-Айрес, Аргентина (2) | Грунт      | Каспер Рууд        | 7-5 2-6 3-6 |
| 10. | 20 февраля 2022  | Рио-де-Жанейро, Бразилия    | Грунт      | Карлос Алькарас    | 4-6 2-6     |

### Финалы челленджеров и фьючерсов в одиночном разряде (37)

#### Победы (16)
| Условные обозначения |
| Челленджеры (7+5)*   |
| Фьючерсы (8+11)      |

| Титулы по покрытиям | Титулы по месту проведения матчей турнира |
| ------------------- | ----------------------------------------- |
| Хард (0)*           | Зал (1)                                   |
| Грунт (16+16)       | Зал (1)                                   |
| Трава (0)           | Открытый воздух (15+16)                   |
| Ковёр (0)           | Открытый воздух (15+16)                   |

* количество побед в одиночном разряде + количество побед в парном разряде.
| №   | Дата             | Турнир                             | Покрытие    | Соперник в финале      | Счёт           |
| 1.  | 3 октября 2010   | Кочабамба, Боливия                 | Грунт       | Маурисио Эстиварис     | 6-4 7-5        |
| 2.  | 27 ноября 2011   | Вилья-Алемана, Чили                | Грунт       | Гильермо Ормасабаль    | 6-0 6-3        |
| 3.  | 3 июня 2012      | Лима, Перу                         | Грунт       | Мичаэль Кинтеро        | 6-2 6-2        |
| 4.  | 10 июня 2012     | Сан-Франциско, Аргентина           | Грунт       | Факундо Аргуэльо       | 6-3 6-1        |
| 5.  | 24 июня 2012     | Корриентес, Аргентина              | Грунт       | Факундо Аргуэльо       | 6-2 7-5        |
| 6.  | 19 августа 2012  | Буэнос-Айрес, Аргентина            | Грунт       | Андреа Кольярини       | 7-6(1) 6-3     |
| 7.  | 26 августа 2012  | Росарио, Аргентина                 | Грунт       | Пабло Галдон           | 6-2 7-5        |
| 8.  | 2 сентября 2012  | Сантьяго-дель-Эстеро, Аргентина    | Грунт       | Леандро Мигани         | 2-6 7-5 6-3    |
| 9.  | 28 октября 2012  | Буэнос-Айрес, Аргентина            | Грунт       | Гийом Рюфен            | 6-1 7-5        |
| 10. | 11 мая 2014      | Экс-ан-Прованс, Франция            | Грунт       | Андреас Бек            | 6-7(4) 6-3 6-2 |
| 11. | 10 августа 2014  | Прага, Чехия                       | Грунт       | Андре Гем              | 6-4 7-5        |
| 12. | 21 сентября 2014 | Кампинас, Бразилия                 | Грунт       | Андре Гем              | 4-6 6-4 7-5    |
| 13. | 19 октября 2014  | Сан-Хуан, Аргентина                | Грунт       | Жуан Соуза             | 7-6(5) 6-3     |
| 14. | 23 ноября 2014   | Финал Мирового тура ATP Challenger | Грунт (зал) | Гильерме Клезар        | 6-2 6-3        |
| 15. | 11 сентября 2016 | Барранкилья, Колумбия              | Грунт       | Рожериу Дутра да Силва | 6-4 6-1        |
| 16. | 20 ноября 2016   | Монтевидео, Уругвай                | Грунт       | Рожериу Дутра да Силва | 6-4 6-1        |

#### Поражения (21)
| №   | Дата             | Турнир                           | Покрытие | Соперник в финале  | Счёт              |
| 1.  | 6 июня 2010      | Неукен, Аргентина                | Грунт    | Андрес Мольтени    | 4-6 2-6           |
| 2.  | 19 сентября 2010 | Тариха, Боливия                  | Грунт    | Адам эль-Мидави    | 6-7(4) 1-6        |
| 3.  | 10 октября 2010  | Санта-Крус-де-ла-Сьерра, Боливия | Грунт    | Ренсо Оливо        | 5-7 6-7(3)        |
| 4.  | 31 октября 2010  | Сан-Хуан, Аргентина              | Грунт    | Факундо Аргуэльо   | 1-6 1-6           |
| 5.  | 17 апреля 2011   | Арройито, Аргентина              | Грунт    | Агустин Велотти    | 2-6 3-6           |
| 6.  | 8 мая 2011       | Вилья-Альенде, Аргентина         | Грунт    | Мартин Алунд       | 4-6 1-6           |
| 7.  | 15 мая 2011      | Вилья-дель-Дике, Аргентина       | Грунт    | Марко Трунджеллити | 4-6 2-6           |
| 8.  | 19 июня 2011     | Обера, Аргентина                 | Грунт    | Хуан Пабло Амадо   | 6-4 4-6 4-6       |
| 9.  | 25 марта 2012    | Кордова, Аргентина               | Грунт    | Агустин Велотти    | 4-6 2-6           |
| 10. | 6 мая 2012       | Вилья-Альенде, Аргентина         | Грунт    | Себастьян Декуд    | 6-4 4-6 3-6       |
| 11. | 5 мая 2013       | Тунис, Тунис                     | Грунт    | Адриан Унгур       | 6-4 0-6 2-6       |
| 12. | 30 июня 2013     | Марбург, Германия                | Грунт    | Андрей Голубев     | 1-6 3-6           |
| 13. | 15 сентября 2013 | Баня-Лука, Босния и Герцеговина  | Грунт    | Аляж Бедене        | 3-6 4-6           |
| 14. | 13 октября 2013  | Сан-Хуан, Аргентина              | Грунт    | Гидо Андреосси     | 7-6(4) 6-7(5) 0-6 |
| 15. | 3 ноября 2013    | Монтевидео, Уругвай              | Грунт    | Томас Беллуччи     | 4-6 4-6           |
| 16. | 13 апреля 2014   | Итажаи, Бразилия                 | Грунт    | Факундо Аргуэльо   | 6-4 0-6 4-6       |
| 17. | 28 сентября 2014 | Порту-Алегри, Бразилия           | Грунт    | Карлос Берлок      | 4-6 6-4 0-6       |
| 18. | 27 сентября 2015 | Кампинас, Бразилия               | Грунт    | Факундо Аргуэльо   | 5-7 3-6           |
| 19. | 4 октября 2015   | Порту-Алегри, Бразилия           | Грунт    | Гидо Пелья         | 3-6 6-7(5)        |
| 20. | 18 октября 2015  | Корриентес, Аргентина            | Грунт    | Максимо Гонсалес   | 6-3 5-7 4-6       |
| 21. | 7 ноября 2015    | Гуаякиль, Эквадор                | Грунт    | Гаштан Элиаш       | 0-6 4-6           |

### Финалы турнировATPв парном разряде (5)

#### Поражения (5)
| №  | Дата            | Турнир                  | Покрытие    | Партнёр         | Соперники в финале                | Счёт               |
| 1. | 15 февраля 2015 | Сан-Паулу, Бразилия     | Грунт (зал) | Паоло Лоренци   | Хуан Себастьян Кабаль Роберт Фара | 4-6 2-6            |
| 2. | 1 мая 2016      | Стамбул, Турция         | Грунт       | Андрес Мольтени | Дуди Села Флавио Чиполла          | 3-6 7-5 [7-10]     |
| 3. | 17 февраля 2019 | Буэнос-Айрес, Аргентина | Грунт       | Доминик Тим     | Максимо Гонсалес Орасио Себальос  | 1-6 1-6            |
| 4. | 12 мая 2019     | Мадрид, Испания         | Грунт       | Доминик Тим     | Жан-Жюльен Ройер Хория Текэу      | 2-6 3-6            |
| 5. | 15 мая 2022     | Рим, Италия             | Грунт       | Джон Изнер      | Никола Мектич Мате Павич          | 2-6 7-6(6) [10-12] |

### Финалы челленджеров и фьючерсов в парном разряде (22)

#### Победы (16)
| №   | Дата             | Турнир                   | Покрытие | Партнёр              | Соперники в финале                         | Счёт              |
| 1.  | 9 мая 2010       | Буэнос-Айрес, Аргентина  | Грунт    | Ренсо Оливо          | Факундо Аргуэльо Агустин Велотти           | 2-6 6-2 [10-8]    |
| 2.  | 20 июня 2010     | Посадас, Аргентина       | Грунт    | Андрес Мольтени      | Лионель Новиски Антонио Пасторино          | 6-2 6-3           |
| 3.  | 4 июля 2010      | Обера, Аргентина         | Грунт    | Андрес Мольтени      | Гастон Джуссани Хоакин-Хесус Монтеферрарио | 3-6 6-2 [10-4]    |
| 4.  | 25 июля 2010     | Рафаэла, Аргентина       | Грунт    | Андрес Мольтени      | Факундо Аргуэльо Федерико Кориа            | 6-3 6-4           |
| 5.  | 31 октября 2010  | Сан-Хуан, Аргентина      | Грунт    | Гильермо Карри       | Родриго Скаттареггья Андрес Чеппо          | Без игры          |
| 6.  | 17 апреля 2011   | Арройито, Аргентина      | Грунт    | Агустин Велотти      | Агустин Пикко Андрес Чеппо                 | 6-4 7-5           |
| 7.  | 8 мая 2011       | Вилья-Альенде, Аргентина | Грунт    | Хуан-Пабло Амадо     | Мартин Алунд Алехандро Кон                 | 2-6 6-4 [10-7]    |
| 8.  | 18 марта 2012    | Мендоса, Аргентина       | Грунт    | Гильермо Дуран       | Мартин Алунд Франсиско Бахамонде           | 6-2 7-6(2)        |
| 9.  | 25 марта 2012    | Кордова, Аргентина       | Грунт    | Максимилиано Эстевес | Диего Матуш Ренсо Оливо                    | 6-1 6-1           |
| 10. | 6 мая 2012       | Вилья-Альенде, Аргентина | Грунт    | Себастьян Декуд      | Хуан Игнасио Лондеро Леандро Мигани        | 6-3 6-4           |
| 11. | 10 июня 2012     | Сан-Франциско, Аргентина | Грунт    | Факундо Аргуэльо     | Мартин Куэвас Хосе Мариа Паниагуа          | 6-2 6-2           |
| 12. | 27 октября 2013  | Буэнос-Айрес, Аргентина  | Грунт    | Максимо Гонсалес     | Рожериу Дутра да Силва Андре Гем           | 6-3 7-5           |
| 13. | 20 апреля 2014   | Сан-Паулу, Бразилия      | Грунт    | Гидо Пелья           | Максимо Гонсалес Андрес Мольтени           | 1-6 6-3 [10-4]    |
| 14. | 11 мая 2014      | Экс-ан-Прованс, Франция  | Грунт    | Орасио Себальос      | Андреас Бек Мартин Фишер                   | 6-4 3-6 [10-5]    |
| 15. | 21 сентября 2014 | Кампинас, Бразилия       | Грунт    | Факундо Багнис       | Андре Гем Фабрисио Нейс                    | 7-6(4) 5-7 [10-7] |
| 16. | 20 ноября 2016   | Монтевидео, Уругвай      | Грунт    | Андрес Мольтени      | Кристиан Гарин Фабиано де Паула            | Без игры          |

#### Поражения (6)
| №  | Дата             | Турнир                     | Покрытие | Партнёр          | Соперники в финале                              | Счёт           |
| 1. | 14 февраля 2010  | Мар-дель-Плата, Аргентина  | Грунт    | Алехандро Фаббри | Диего Кристин Андрес Мольтени                   | 3-6 4-6        |
| 2. | 15 мая 2011      | Вилья-дель-Дике, Аргентина | Грунт    | Хуан-Пабло Амадо | Габриэль Алехандро Идальго Родриго Скаттареггья | 0-6 6-7(6)     |
| 3. | 20 ноября 2011   | Монтевидео, Уругвай        | Грунт    | Марсель Фельдер  | Никола Чирич Горан Тошич                        | 6-7(5) 6-7(4)  |
| 4. | 29 июня 2014     | Марбург, Германия          | Грунт    | Орасио Себальос  | Ярослав Поспишил Франко Шкугор                  | 4-6 4-6        |
| 5. | 28 сентября 2014 | Порту-Алегри, Бразилия     | Грунт    | Факундо Багнис   | Гидо Андреосси Гильермо Дуран                   | 3-6 3-6        |
| 6. | 19 октября 2014  | Сан-Хуан, Аргентина        | Грунт    | Орасио Себальос  | Мартин Алунд Факундо Багнис                     | 6-4 3-6 [7-10] |

## История выступлений на турнирах
По состоянию на 17 февраля 2025 года
Для того, чтобы предотвратить неразбериху и удваивание счета, информация в этой таблице корректируется только по окончании турнира или по окончании участия там данного игрока.
| Турнир                       | 2013          | 2014          | 2015          | 2016  | 2017          | 2018          | 2019          | 2020          | 2021          | 2022          | 2023          | 2024  | 2025  | Итог   | В/П за карьеру |
| ---------------------------- | ------------- | ------------- | ------------- | ----- | ------------- | ------------- | ------------- | ------------- | ------------- | ------------- | ------------- | ----- | ----- | ------ | -------------- |
| Турниры Большого шлема       |               |               |               |       |               |               |               |               |               |               |               |       |       |        |                |
| Открытый чемпионат Австралии | К3            | К1            | 1Р            | 1Р    | 2Р            | 4Р            | 3Р            | 4Р            | 3Р            | 2Р            | 2Р            | К1    | -     | 0 / 9  | 13-9           |
| Открытый чемпионат Франции   | К2            | 2Р            | 2Р            | 1Р    | 3Р            | 1/4           | 2Р            | 1/2           | 1/4           | 4Р            | 3Р            | К2    | -     | 0 / 10 | 23-10          |
| Уимблдонский турнир          | -             | -             | 1Р            | 1Р    | 1Р            | 2Р            | 3Р            | НП            | 3Р            | 2Р            | 2Р            | К1    | -     | 0 / 8  | 7-8            |
| Открытый чемпионат США       | К3            | 1Р            | 2Р            | 1Р    | 1/4           | 3Р            | 1/4           | 1Р            | 4Р            | 3Р            | 1Р            | 1Р    | -     | 0 / 11 | 16-11          |
| Итог                         | 0 / 0         | 0 / 2         | 0 / 4         | 0 / 4 | 0 / 4         | 0 / 4         | 0 / 4         | 0 / 3         | 0 / 4         | 0 / 4         | 0 / 4         | 0 / 1 | 0 / 0 | 0 / 38 |                |
| В/П в сезоне                 | 0-0           | 1-2           | 2-4           | 0-4   | 7-4           | 10-4          | 9-4           | 8-3           | 11-4          | 7-4           | 4-4           | 0-1   | 0-0   |        | 59-38          |
| Итоговые турниры             |               |               |               |       |               |               |               |               |               |               |               |       |       |        |                |
| Итоговый турнир ATP          | -             | -             | -             | -     | -             | -             | -             | Группа        | -             | -             | -             | -     | -     | 0 / 1  | 0-3            |
| Олимпийские игры             |               |               |               |       |               |               |               |               |               |               |               |       |       |        |                |
| Летняя Олимпиада             | Не проводился | Не проводился | Не проводился | -     | Не проводился | Не проводился | Не проводился | Не проводился | 3Р            | Не проводился | Не проводился | -     | НП    | 0 / 1  | 2-1            |
| Турниры Мастерс              |               |               |               |       |               |               |               |               |               |               |               |       |       |        |                |
| Индиан-Уэлс                  | -             | -             | 2Р            | 1Р    | 1Р            | 2Р            | 3Р            | НП            | 1/4           | 3Р            | 2Р            | К1    | -     | 0 / 8  | 7-8            |
| Майами                       | К1            | К1            | 1Р            | 1Р    | 3Р            | 3Р            | 2Р            | НП            | 4Р            | 2Р            | 3Р            | 1Р    | -     | 0 / 9  | 6-9            |
| Монте-Карло                  | -             | -             | 1Р            | -     | 1/4           | 2Р            | 2Р            | НП            | 2Р            | 1/4           | 2Р            | К1    | -     | 0 / 7  | 9-7            |
| Мадрид                       | -             | -             | -             | -     | 2Р            | 3Р            | 2Р            | НП            | 2Р            | 2Р            | 1Р            | К1    | -     | 0 / 6  | 5-6            |
| Рим                          | -             | -             | 1Р            | -     | 1Р            | 2Р            | 1/2           | Ф             | 2Р            | 2Р            | 1Р            | 1Р    | -     | 0 / 9  | 10-9           |
| Монреаль/Торонто             | -             | -             | -             | -     | 1/4           | 3Р            | 2Р            | НП            | 3Р            | 2Р            | 1Р            | -     | -     | 0 / 6  | 8-6            |
| Цинциннати                   | -             | -             | -             | K1    | 1Р            | 1Р            | 3Р            | 2Р            | 3Р            | 3Р            | K2            | -     | -     | 0 / 6  | 7-6            |
| Шанхай                       | -             | -             | -             | K1    | 2Р            | 1Р            | 1Р            | Не проводился | Не проводился | Не проводился | 4Р            | -     | -     | 0 / 4  | 4-4            |
| Париж                        | -             | -             | -             | -     | 2Р            | 3Р            | 2Р            | 1/4           | 2Р            | 1Р            | -             | -     | -     | 0 / 6  | 5-6            |
| Статистика за карьеру        |               |               |               |       |               |               |               |               |               |               |               |       |       |        |                |
| Проведено финалов            | 0             | 0             | 0             | 2     | 1             | 1             | 3             | 3             | 2             | 2             | 0             | 0     | 0     |        | 14             |
| Выиграно турниров АТП        | 0             | 0             | 0             | 1     | 0             | 1             | 1             | 0             | 1             | 0             | 0             | 0     | 0     |        | 4              |
| В/П: всего                   | 1-5           | 2-4           | 11-22         | 17-17 | 39-28         | 33-26         | 40-26         | 25-15         | 38-23         | 31-26         | 13-25         | 0-8   | 1-1   |        | 251-226        |
| Σ % побед                    | 17 %          | 33 %          | 33 %          | 50 %  | 58 %          | 56 %          | 61 %          | 63 %          | 62 %          | 54 %          | 34 %          | 0 %   | 50 %  |        | 52,6 %         |

К — проигрыш в квалификационном турнире.